# Pseudochoragus
Genre
Pseudochoragus est un genre d'insectes appartenant à la famille des Anthribidae.

## Liste des espèces
- Pseudochoragus brachycerus Petri 1926
- Pseudochoragus nitens (LeConte 1884)